# Leon Dehon
Leon Gustav Dehon (ur. 14 marca 1843 w La Capelle, zm. 12 sierpnia 1925 w Brukseli) – ksiądz rzymskokatolicki, zakonnik, założyciel Zgromadzenia Księży Najświętszego Serca Jezusowego, działacz społeczny, autor wielu rozpraw i książek o tematyce teologicznej i ascetycznej, Czcigodny Sługa Boży Kościoła katolickiego.

## Życiorys

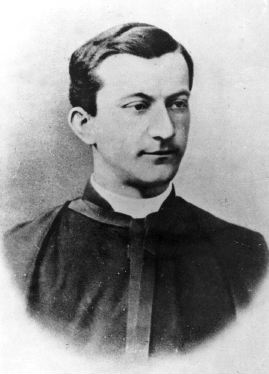
Leon Dehon (1908)

Był synem Aleksandra Juliana i Stefanii z domu Vandelet. Leon Dehon uczył się w kolegium w Hazebrouck, a w sierpniu 1859 roku ukończył liceum klasyczne w Hazebrouck i zdał egzamin dojrzałości. Po maturze młodego Leona wysłano na politechnikę do Paryża, tamże zapisał się do Studenckiego Kółka Katolickiego i do Konferencji św. Wincentego. W latach 1860–1864 studiował prawo i uzyskał doktorat. W roku 1865 przebywając na wycieczce w Rzymie odbył audiencje u papieża Piusa IX. Leon mówił o swym powołaniu papieżowi, a ten poradził mu, by wstąpił do Seminarium Francuskiego w Rzymie.
Biegły lata studiów filozofii i teologii, zbliżał się moment święceń kapłańskich, które ostatecznie otrzymał w bazylice św. Jana na Lateranie w dniu 19 grudnia 1868 r. Od 1869 do 1871 roku nawiedzała go uparcie myśl założenia w Rzymie zgromadzenia zakonnego. W listopadzie 1871 roku został wikariuszem parafii Saint-Quentin. W roku 1878 w Saint-Quentin zostało założone kolegium pod wezwaniem Świętego Jana i tutaj, 28 czerwca 1878 roku, ks. Leon Dehon złożył swe pierwsze śluby zakonne. W roku 1883 Stolica Apostolska rozwiązała Zgromadzenie. 28 marca 1884 roku, zezwolono na kontynuowanie dzieła, pod inną nazwą: Księży Najświętszego Serca. Dodatkowym bodźcem do działań stała się audiencja u papieża Leona XIII, w dniu 6 września 1888 r., który skierował do L. Dehona słowa: "Wiem, że czynicie wiele dobra. Wasz cel jest bardzo piękny. Wynagrodzenie jest rzeczywiście konieczne. Głoście moje encykliki".
W 1925 roku Bruksela, w której wtedy przebywał, została nawiedzona przez epidemię gastroeniteritalną, atakującą przewód pokarmowy. Po kilku dniach złożyła ona również O. Dehona. Tuż przed śmiercią ojciec Leon wyciągnął rękę ku obrazowi Najświętszego Serca i podnosząc głos wypowiedział ostatnie słowa na tej ziemi: "Dla Niego żyję i dla Niego umieram!". 
Ks. Leon Dehon pochowany został najpierw na cmentarzu Saint Jean w Saint Quentin. 19 października 1963 r. jego szczątki przeniesiono do kościoła Saint Martin, wzniesionego na przedmieściach tego miasta.
W 1952 roku rozpoczął się proces beatyfikacyjny o. Leona Dehona. Dekretem z 8 kwietnia 1997 roku została uznana heroiczność jego cnót. Komisja lekarzy stwierdziła, że nie da się naukowo wyjaśnić nagłego powrotu do zdrowia Brazylijczyka, który cierpiąc na ogólne zapalenie otrzewnej, wzywał wstawiennictwa o. Dehona.
W 2004 Kongregacja Spraw Kanonizacyjnych wyraziła zgodę na beatyfikację o. Dehona, ustalając wstępnie jej datę na 24 kwietnia 2005, ale uroczystość została odroczona z powodu śmierci papieża Jana Pawła II w dniu 2 kwietnia a roku. Nowo wybrany papież ogłosił wstrzymanie (lungo dilata) beatyfikacji o. Dehona, ze względu na zarzuty o domniemany antysemityzm zawarty w niektórych jego wypowiedziach i zalecił ponowne zbadanie wszystkich jego pism. Dotychczas do sprawy nie powrócono.

## Publikacje[2]

### Dzieła społeczne
- Chrześcijański podręcznik społeczny (1894)
- Lichwa w naszych czasach (1895)
- Wytyczne papieskie (1897)
- Nasze kongresy społeczne (1897)
- Katechizm społeczny (1898)
- Bogactwo, dobrobyt i ubóstwo (1899)
- Plan masonerii, czyli klucz do historii w ciągu ostatnich czterdziestu lat (1908)
- Chrześcijańska odnowa społeczna (konferencje w Rzymie, 1900)
- Edukacja i nauczanie według chrześcijańskiego ideału

### Dzieła o Najświętszym Sercu Jezusa
- Ćwiczenia duchowe z Sercem Jezusa (1896)
- Życie miłości do Serca Jezusowego (1901)
- Miesiąc Serca Jezusowego (1903)
- Koronki do Najświętszego Serca Jezusowego (1905)
- Kapłańskie Serce Jezusa (1907)
- Miłość i zadośćuczynienie Sercu Jezusa (1908)
- Rok z Sercem Jezusa (1909)
- Studia nad Sercem Jezusa (1922)

### Dzieła duchowe
- Miesiąc Maryi (1900)
- Życie wewnętrzne: zasady i praktyki (1919)
- Życie wewnętrzne ułatwione przez ćwiczenia duchowe (1919)
- Kapłan Serca Jezusowego: ks. Rasset.

### Raporty z podróży
- Sycylia, Kalabria, Afryka Północna
- Poza Pirenejami
- Tysiąc kroków w Ameryce Południowej